# Roland Dervishi
Roland Dervishi (Peqin, 16 febbraio 1982) è un ex calciatore albanese, di ruolo attaccante.

## Palmarès

### Club
- Kategoria Superiore: 2

Skënderbeu: 2010-2011, 2011-2012
- Superkupa Shqiptar: 1

Skënderbeu: 2011

### Individuale
- Capocannoniere della Kategoria Superiore: 1

2011-2012 (20 gol)